# ベラクルスの戦い (1838年)
For other battles at Veracruz see ベラクルスの戦い.
1838年のベラクルスの戦いまたはサン・フアン・デ・ウルアの戦いとは、1838年11月27日から同年12月5日の間、メキシコのベラクルス市を防衛していたサン・フアン・デ・ウルア要塞に対して、フランスのシャルル・ボダン海軍少将指揮下のフリゲート艦隊が攻撃を加えて発生した海戦である。

## 概要
フランス艦隊は、フランスとメキシコ間の紛争解決を任務として大西洋を渡ってベラクルス沖に投錨し、交渉挫折まであらゆる外交的手段を尽くした。
宣戦布告の後、ボダン少将は指揮下の艦隊に要塞への砲撃を命じた。臼砲艦が搭載した大口径臼砲とフリゲートが搭載するペクサン砲を中心としたフランス艦隊の砲火は、要塞を沈黙させて11月28日に降伏に追い込む、当時において画期的な戦果を挙げた。
メキシコ政府がなおもフランス側の要求を拒絶したため、フランス艦隊は12月5日にベラクルス市街の攻略を開始した。フランス軍は限られた陸戦兵力しか無かったにも関わらず、メキシコ軍のマリアノ・アリスタを捕縛し、アントニオ・ロペス・デ・サンタ・アナを負傷させることに成功した。
比較的小型の軍艦から成る限定的規模の艦隊が短時間で要塞を占領したことは、列席した観戦武官達を唖然とさせ、榴弾を使用する新式火砲の時代の幕開けと海軍の近代化の進展を世界に知らしめた。
この戦闘を政治的に見ると、メキシコではサンタ・アナ個人の名声を高めたものの政権を弱体化させ、一層の政情不安をもたらすことになった。フランスでは、戦闘はかなりの公的な関心をその当時に集めたが、後に一層重大な1860年代のメキシコ出兵に陰を落とすことになる。

## 背景
メキシコ独立革命にはメキシコ国家のスペインからの独立の獲得と権力を掌握しようとするさまざまな組織の勃興が含まれていた。
将軍たちは独立後の国家の在り方をめぐり、武力で相争い、はたして20年間に20人の大統領が誕生する有様となった。メキシコ市民は、在メキシコの外国人同様に、これら内紛に苦しんだ。外国人たちはメキシコにかなりの投資をしており、とりわけ鉱業にたいして顕著であった。特にメキシコ在留の6000人のフランス人は、フランス本国政府に対して、メキシコ政情の安定化に関して定期的に介入を要求し、その同盟は数を増し、強硬になっていった。
1828年から1838年の間に多数の殺人、身柄の拘束、強制借入、恣意的な逮捕、そのほか虐待が行われた。
フランス政府はメキシコと交渉することを決め、貿易協定よる問題の解決を試みたほか、賠償を要求し、軍事介入で威嚇さえしたが、メキシコの対応は芳しくなく、フランスは望む結果を得られなかった。
1837年、タクバヤに店を構えていたフランスの菓子職人Remontelはその財産を酔っぱらった兵士によって略奪された。フランス政府はメキシコへの派兵で問題解決を図ることをきっぱりと決めた。この派兵は犯人の処罰、将来にわたるフランスの利益の保証を目的としており、将来にわたるフランスの利益の保証とはメキシコの在留のフランス人が軍役と強制借入から免除されることであり、さらに菓子職人にたいして300万フランと相当の60万ペソの支払い要求も任務としていた。これをメキシコ政府は拒否し、このことが直接の引き金となって戦闘が起きたために、この戦争は「菓子戦争」と呼ばれるようになった。
最初のフランスのフリゲート艦隊はシャルル・ルイ・ジョゼフ・バゾシュ船長指揮下で、60門の大砲を艤装したフリゲート艦 「エルミニ（Herminie）」と3隻のブリッグから構成されており、1837年末にメキシコの派遣されベラクルスでフランスの決心を示威することを使命としていた。メキシコはそれに応じることのできる戦艦を有していなかったので、フランス艦隊は難なく都市を封鎖し、その過程で36隻の商船を押収した。
しかしアナスタシオ・ブスタマンテ大統領は要求を飲むことを拒否した。1838年4月16日、フランスとメキシコの外交関係は決裂し、最後の手段として軍事行動が残された。ところがサン・フアン・デ・ウルア要塞はバゾシュ軍にはあまりに強固であり、さらに軍は長期の遠征に疲弊しているうえに黄熱病に苦しんでいた。

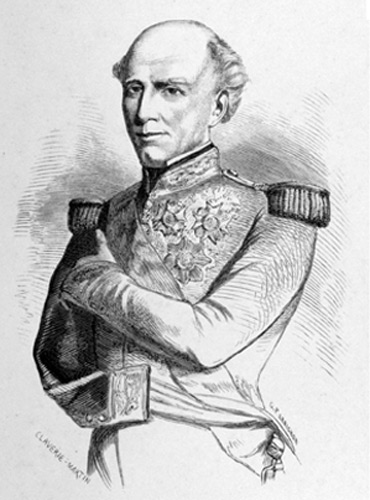
ナポレオン戦争のベテランの海軍少将 シャルル・ボダンのフランス海軍の命令するようす。

より強力な海軍少将シャルル・ボダン指揮下の第2次遠征艦隊が翌年に派遣された。この艦隊の中心は4隻の強力なフリゲート艦によって構成されていた。すなわち60門を艤装した「イフィゲニー（Iphigénie）」、50門艤装の「ネレイドゥ（Néréide）」, 「グロワール（Gloire）」と「メデー（Médée）」である。バゾシュの「エルミニ（Herminie）」はこの艦隊を補強する予定であったが、バーミューダで難破した。
これらフリゲート艦はこの深刻な問題解決を実行するに十分な力を有するとみなされ、選ばれたが、これらはイギリス海軍の優越的な挑戦を回避するのに十分な軽快さもあった。
この艦隊は24門艤装のコルベット艦「クレオール（Créole） 」と「ナイアドゥ（Naïade）」と9隻のブリッグ「アルシビアドゥ（Alcibiade）」「ラペルス（ Lapérouse」）「 ヴォルティギュー（Voltigeur）」「キュラシエル（Cuirassier）」「エクリプス（ Eclipse）」「デュプティ＝トアール（Dupetit-Thouars）」「デュノワ（Dunois）」 と「ゼブラ（Zèbre）」 （9番目のブリッグ、 10門艤装の「ローリエ（Laurier）」は嵐での損害に耐えた後にハバナに戻らざるを得なかった）に2隻の臼砲艦「ヴルケン（Vulcain）」と「シクロプ（Cyclope）」とで構成されていた。 
さらに艦隊は2隻の汽船も有していた。 港湾での作戦を促進するための「メテオル（Météore）」と「ファエトン（Phaéton）」と輜重のための2隻のアン・フリュートを艤装したコルベット艦「フォルテュヌ（Fortune）」と「カラヴァヌ（Caravane）」である。旗艦は「ネレイドゥ（Néréide）」である。艦隊は380門の大砲を有し、それらには臼砲艦の重迫撃砲と新しくフリゲート艦に導入されたペクサン砲も含まれていた。 
それらは3つの大砲の企業と1つの工学の企業を連れてきたが海軍歩兵はなかった。
フランス艦隊はすぐ近くのフランス領の島マルチニーク島とグアドループ島とともに、メキシコ湾の端のキューバのハバナを基地として使用しなければならなかった。したがってこの作戦はスペイン当局の好意に依存していた。

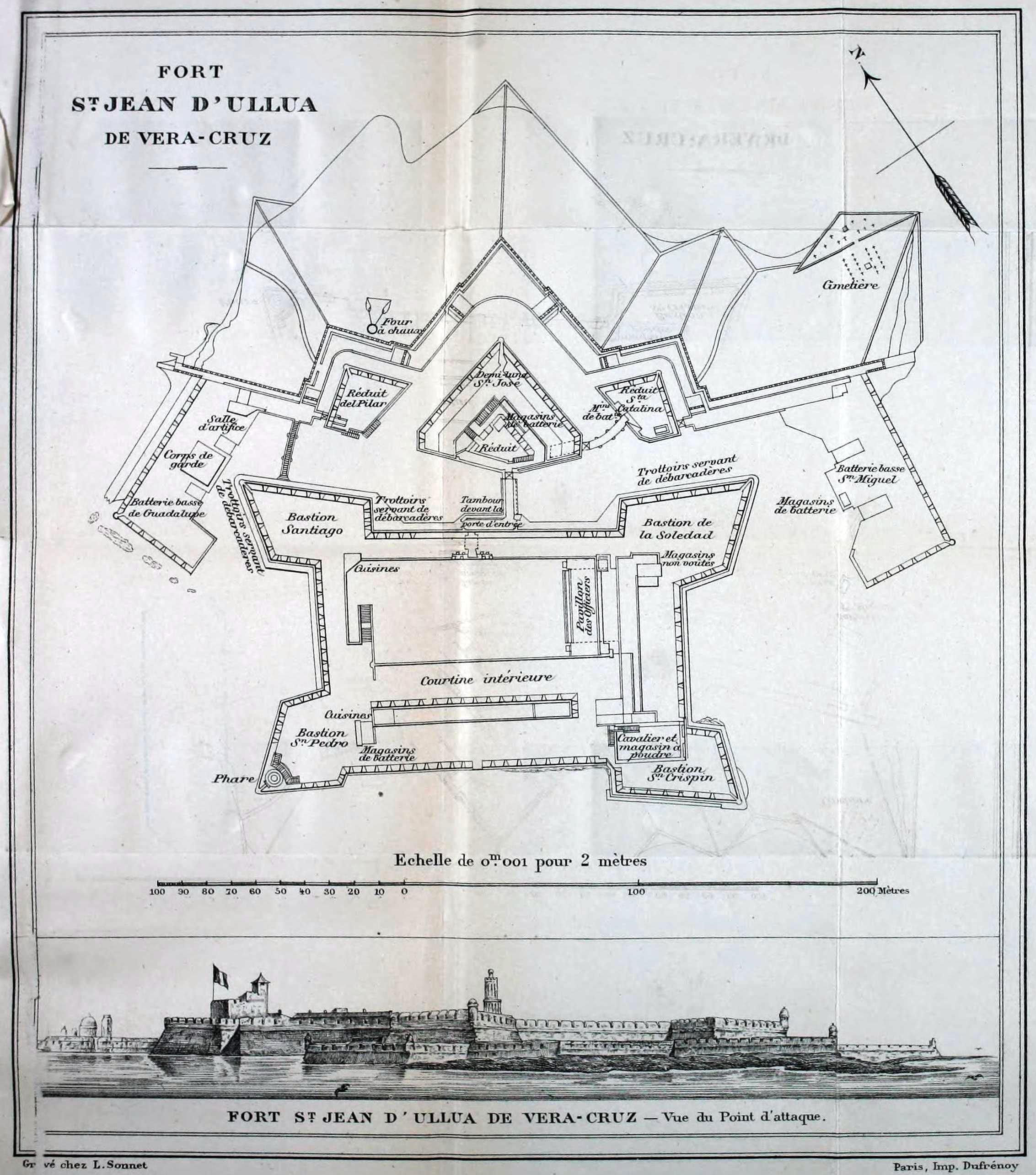
w:San Juan de Ulúa要塞の設計図（1838年）

1838年の夏にトゥーロンを出発し、カディスで本国行きの船舶と合流するために停泊してからカリブ海へと帆走した。航海の最中に嵐に遭いながらも10月29日にはベラクルスに艦隊のあらかたが到着し11月半ばには遅れてきた船も到着した。
ベラクルスの街はサン・フアン・デ・ウルアで守られており、この堅固な要塞は市街からおよそ1キロほど離れており、岩礁によって守られていた。この砦は海軍の攻撃に対しては「難攻不落」とみなされており「西インドのジブラルタル」とあだ名されるに充分であった。
しかし、これら大砲の多くは陳腐化し、市民の騒乱にかろうじて持ちこたえており、兵士の多くが酷い装備と武器を身に着け空腹と病気で苦しんでいた。

## 戦闘

### サン・フアン・デ・ウルアへの砲撃と攻略
フランス艦隊到着後、ボダンはブスタマンテ政権との交渉を始めたが、効果はなかった。フランス海軍の海上封鎖はメキシコの貿易を阻んだが、決定的なインパクトを与えるに至らなかった。メキシコは自給自足が十分にできるうえに、必要な財はリオ・ブラヴォ川の向こうのテキサス共和国のコーパスクリスティ港から輸入していたのである。メキシコ人は事実、封鎖が船舶の交代と船員の休息のために解かれるまでボダン軍が疲弊するのを待っていたのである。他方でフランス軍は海岸の偵察する機会を得て、水深を測定しメキシコ軍を観察していた。フランス軍は要塞の大砲が荒廃している状態で、海軍による砲撃を敢行できることに気付いた。ついにボダンは11月27日に最後通牒をつきつけ戦闘の準備についた。

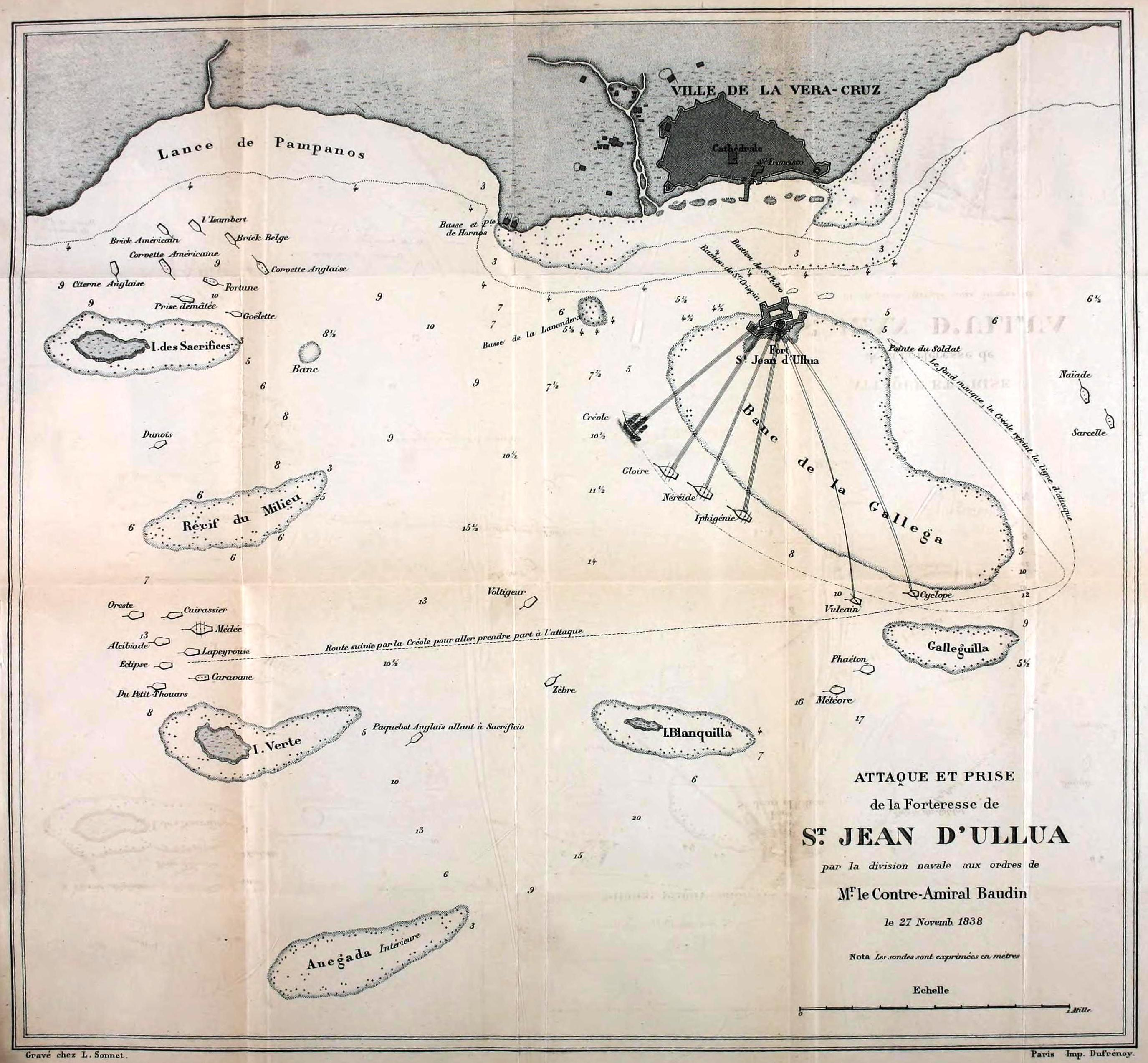
砲撃時の艦船の位置。

26日の午後、フランス軍はフリゲート艦「グロワール」「ネレイドゥ」「イフィゲニー」で戦列を形成し、それのうち2隻が汽船の支援を受けた。27日の朝には2隻の臼砲艦がフリゲート艦の後ろに牽引され、岩礁に接近した。他の船がブランキア島に投錨しているころ、コルベット艦「クレオール」はオブザーバーとしてとどまった。
各国からの海軍を含む多数の船舶は紛争には関与しなかったが成り行きに興味をしめし、それを見るために抜錨した。作戦はメキシコ人によっても観察された。このメキシコ人は交渉のために派遣された役人であった。14時にボダンはManuel Rincón将軍にメッセージとともにこれらを送った。
「私は、わが国と貴国政府との間で提案を担当して参りましたが、平和的手段を通じて大統領閣下との和解を取り付けること全ての望みを失いました。ここにいたりわが国と貴国との間で開戦する必然性を見出すに至りました」
14時30分に3隻のフリゲート艦が砲撃を始めた。すぐに2隻の臼砲艦が続いた。ボダンは後にこのように述懐している。
| 「 | これまで、私はこれほど、充実し、かつうまく指揮された砲撃を見たことはなかった。その情熱が弛緩すること以上の心配はその時の私にはなかった。随時、私は要塞を隠す煙が散るように砲撃停止の合図を出した。つまりわが軍は標的を訂正し、砲撃は英気を取り戻した上で、開始するようにしたのだ | 」 |

15時30分ごろ、要塞の北を航行していたクレオールは戦闘に参加できるように、認可 を求めた。それは与えられた。
クレオールはフリゲートの前に位置をとり、「良く統率された」砲撃を開始した。それは艫からジョアンヴィル公が命令しているものである。いくつかの場所で砲撃は公のキャビンに届き、皿が割れた。ジョアンヴィル公は脱帽しメキシコ人に敬礼した。

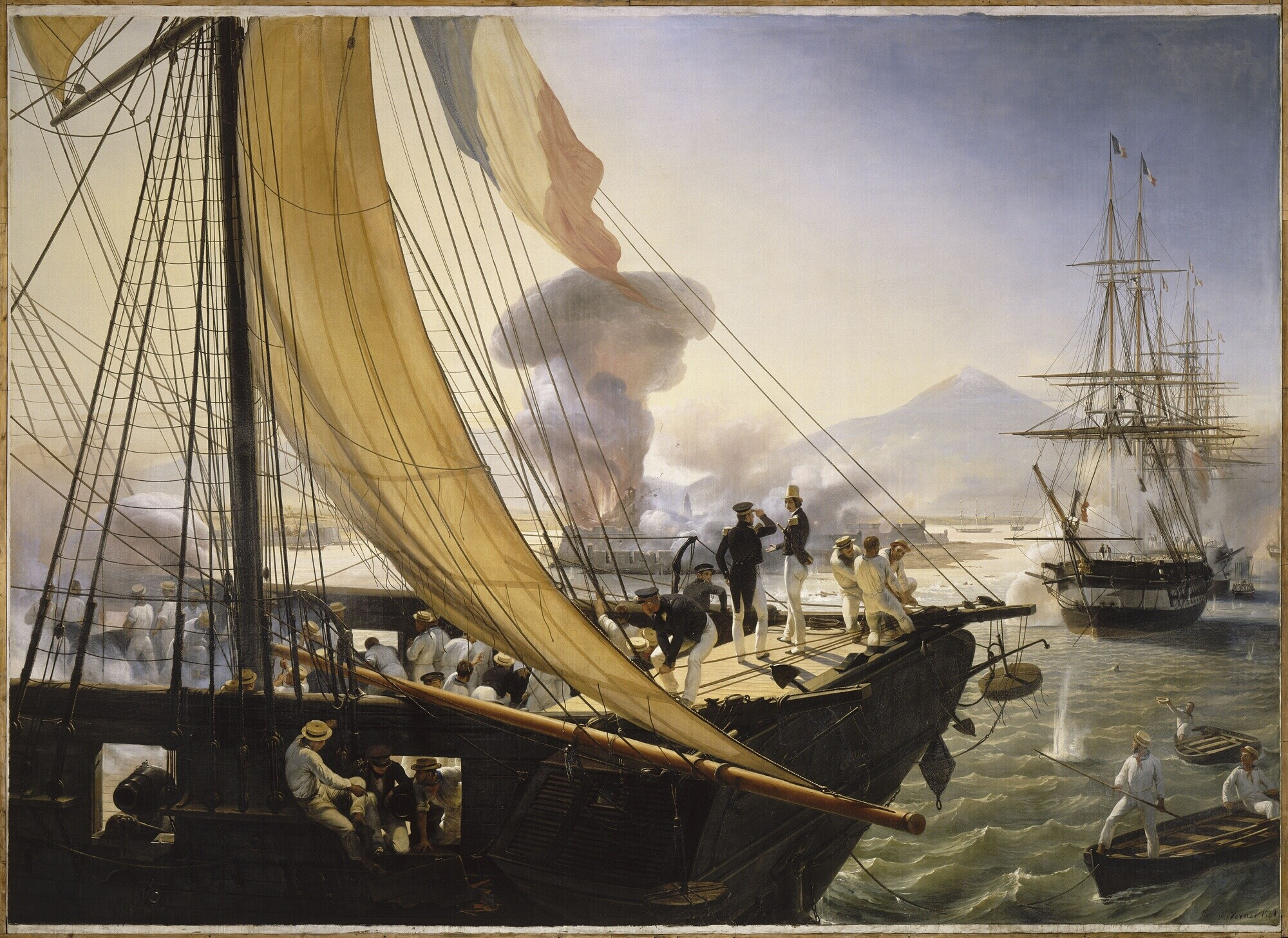
コルベット「クレオール」の船尾のジョインヴィル公がプノー中尉の報告を聞き、サン・フアン・デ・ウルアの塔の爆発を見るようす。
オラース・ヴェルネ作

その後すぐに、食糧庫に命中し爆発した。要塞の塔からの信号で彼らは続いたのだ。印象的なきのこ雲があがり粉塵爆発をおこしたと、のちに多くのものが描写している。第4の爆発は17時10分ごろに起きた。メキシコ軍の砲列からの砲撃が激減した。ボダンはグロワールとイフィゲニーに退却を命じ、これらは汽船に曳航され引き下がり、旗艦ネレイドゥは臼砲艦とともにとどまった。日没のころにもフランス軍は発砲を続けていたが、ボダンは20時には弾薬の温存のために停止を命令した。
20時30分、メキシコの船が、交渉と戦闘の中断を要求しにフランス艦隊のもとへ帆走してきた。要塞がリンコン将軍からの命令を要求できるようにである。ボダンは28日の夜中2時まで休戦を与えた。私信に、要塞の壊滅の威嚇と「名誉ある陥落」を提供することを記している。
防衛隊は220人以上の犠牲を出しており、弾薬のほぼ全てと破壊されなかった食糧庫の糧食のほぼすべてを使い果たしていた。
上級砲列のひとつはほぼ破壊されており、外部の防衛も壊滅していた。3時になっても知事は依然として返答しなかった。ボダンは要塞が直ちに降伏しなければベラクルスを砲撃すると威嚇した。 
早朝に、リンコンは屈服し、要塞と都市の降伏文書に署名した。
この日にw:Antonio Gaona将軍にフランスに対して要塞の降伏を命じると、3つの大砲の会社が上陸し、そこの場所を取り上げた。ボダンは1000人のメキシコ人兵士がベラクルスに残ることを許可した。フランスはベラクルス市を占領するのに十分な兵力がなかったのである。
船舶はそれから岩礁からはなれた。岩礁で強化された海は停泊を危険にするからである。フランス軍は4人の犠牲と29人の負傷者をだした。

### ベラクルスへの襲撃

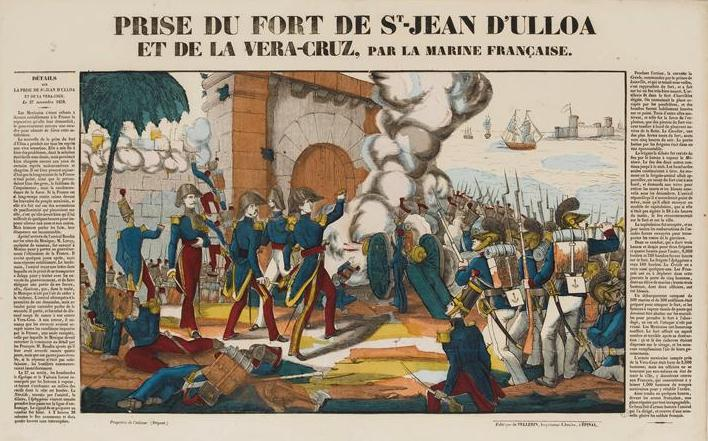
ボダン海軍中将の軍による砲撃のあとサン・ファン・ウルア要塞が攻略されるようす。

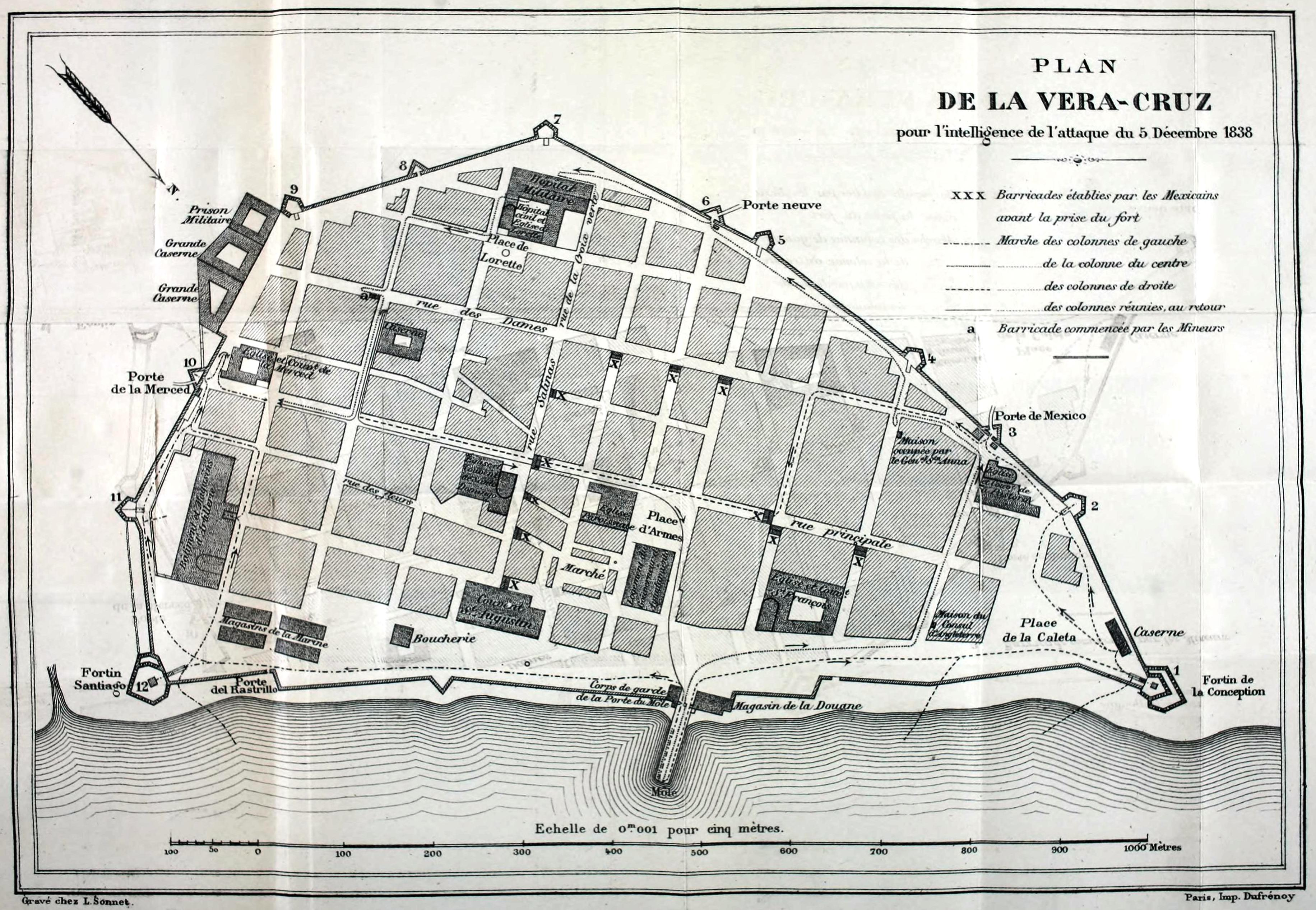
ベラクルス市街攻略計画図。

サン・フアン・ウルアの陥落は、メキシコ政府を驚愕させ、メキシコ政府はフランスに宣戦を布告し、国内のフランス人の追放した。リンコン将軍を解任し、サンタ・アンナとアリスタを将軍として3,200人の陸軍をベラクルスに派遣した。メキシコ軍はフランス軍を追い払うためにベラクルスに急行した。ボダンは交渉再開を期待していたが、戦闘が再開された。
ボダンはこれにベラクルス襲撃で応戦することを決定した。さらに増派された軍で、ベラクルスは要塞化によって守られていたが、小さな都市であり、その配置はフランス軍も知り尽くしていた。ボダンは「要塞を武装解除させ、サンタ・アンナを誘拐する」という驚愕の作戦を決断した。
希薄な兵力をより便利なものに強化するために、船のクルーのうち水兵によって砲兵と工兵が強化された。
12月5日の朝5時、1,500人がベラクルス前の浜に上陸し、彼らは3横列に散開し、両翼はサンチャゴ要塞とコンセプション要塞近くの防壁をよじ登った。メキシコ軍は驚愕した。発砲も砲撃もない点に。ふたつの集団は大砲を破壊ながら都市の反対側にいたるために塀に沿って走り出した。
中央横列は、ジョアンヴィル公の指揮の元、門の破壊によって港とのアクセスを可能にし、市街を荒らし、メキシコ軍の将軍がいる建物を攻撃する任務を追っていた。計画された通り、門が破壊され、メキシコ軍の司令本部に至り、これを難なく占拠した。しかしメキシコ兵は応戦をはじめた。サンタ・アンナは逃亡を図り、アリスタは捕縛された。フランス軍は、途中、修道院を兵舎として使用し、駐留していたメキシコ軍と戦い、捕虜と一緒に引き上げた。
　
ボダンは上陸し、任務の完了と新たな攻撃を命じた。両翼は難なく引き上げたが、中央が再攻撃を完了したときサンタ・アンナ率いる反撃がはじまった。それからフランス軍は奪った大砲とボートの右舷のカロネード砲で砲撃をはじめメキシコ兵を殺傷してきた散弾の発砲をすると、サンタ・アンナは愛馬を殺され、自身の左足を負傷した。
一連の戦闘でフランス軍は8人が犠牲に56人が負傷した。ほとんどがメキシコ軍の反撃のさいの混乱での同士打ちである。サンタ・アンナによればメキシコ軍の犠牲は31人、負傷者は26人である。ボダンのボートには5つの弾痕があった。

## 戦闘の後
サン・フアン・ウルアとベラクルスでの2度にわたる敗北はメキシコ政府を紛争の交渉再開へと誘導した。
特に、フランスは立場が強くなるにつれ、要求を増大させなかったからである。
メキシコ軍はベラクルスから退避し、同市はブスタマンテ政権の施政下に置かれたままであり、
その間フランス軍も要塞に駐留した。 
イギリスは交渉過程の円滑化のために仲介を引き受け、メキシコ湾の北アメリカ戦隊に発送し、w:Richard Pakenham駐アメリカ合衆国大使が艦隊とともにやってきた。
ついに1839年3月15日、講和条約が調印され、それによりメキシコ政府は折れた。60万ペソをメキシコ在留のフランス人が一層の身柄の保護を受けるために支払うことになった。
途中24人が黄熱病で死亡する中、戦隊は1839年8月15日にブレストに帰還した。ボダンは海軍中将に昇進した。
サン・ファン・ウルアの陥落は世界を驚かせた。
とりわけロブ船長のもと Satellite(en)から中立の観察者でUSS レヴァント（Levant）はフランスの砲撃の効果を報じている。
ウェリントン公はしばしば議会で、海軍が強固な要塞を圧倒した、歴史上記録された唯一の事例だと議会で発言している。 
フランスの成功は新しく導入されたペクサン砲の使用によるところがあり、フリゲートは7,771発砲撃したが、そのうちペクサン法砲の弾丸は117発だけであった。臼砲艦も302発の臼砲を打ちメキシコの弾薬の備蓄の破壊に貢献した。アメリカ合衆国の観察者w:David Farragutは要塞における弾丸の効果を報告している。
この戦闘はまた作戦における伝統的な軍艦を補助するための汽船の有用性を確認するのに貢献した。それら100馬力のエンジンを取り付けただけの汽船は効率よくフリゲートを最適な砲撃位置につけた。
フランス海軍ではすでに1830年のアルジェリア侵略の際にこれらの役目に蒸気船を使用していた。
メキシコでは、戦争は政治的な状況に衝撃を与えた。かつてテキサス革命で信用を失っていたサンタ・アンナは反撃の失敗で英雄になった。彼はその時に決死の戦いを挑み重傷を負った。左足は12月6日に切断された。
彼の戦闘の説明は彼の人気を高め、彼の左足は軍礼を以って埋葬された。紛争の原因となっていた政治的な不安定性が促進され、サンタ・アンナは1839年3月20日にクーデターを起こし権力を奪取した。
フランスでは遠征は２人の軍人を特進させた。ナポレオン戦争の頃のベテランのボダンとルイ・フィリップの三男で弱冠20歳のジョアンヴィル公であり、公は砲撃時には「クレオール」の指揮官であり、ベラクルス襲撃では中心部隊を指揮していた。ジョアンヴィルは英雄となり、彼はその威信を蒸気機関のような技術革新の促進に使用した。ジョアンヴィルは「カピターヌ・ド・ヴェソー（Capitaine de vaisseau）」の階級に昇格しレジオンドヌール勲章シュバリエを授与された。
フランス軍が使用した戦略は、蒸気機関と弾丸が多用される、クリミア戦争の前奏曲であった。

## ノートと参照
1. ↑  Which was inexact, as instances of forts reduced to silence by naval forces were recorded in the 18th century.

### ノート
1. ↑  Penot, op. cit., p. 169-170
2. ↑  Jean Pierre Edmond Jurien de La Gravière, Les gloires maritimes de la France: L'amiral Baudin, page 3
3. ↑  its guns numbered 186 (103 bronze and 83 iron) and 800 men.[要出典]

### 参照
- （フランス語） Charles Mullié, Biographie des célébrités militaires des armées de terre et de mer de 1789 à 1850, 1852
- （スペイン語） Vicente Riva Palacio - México a través de los siglos - Mexico
- Henry B. Parkes _ Histoire du Mexique PAYOT - Paris
- （フランス語） Jacques Penot, L'expansion commerciale française au Mexique et les causes du conflit franco-mexicain de 1838-1839, Bulletin Hispanique, 1973